# Thomas J. Givnish
Thomas (Tom) J. Givnish (14 de mayo de 1951 (73 años) es un profesor, biólogo, botánico, ecólogo estadounidense. Realizó de 1969 a 1973, sus estudios de grado en la Universidad de Princeton, Departamento de Matemática, "A.B. summa cum laude". Y de 1973 a 1976 en la misma Casa, Departamento de Biología, su M.A., y su Ph.D. Es profesor desde 1990, de Botánica, en la Universidad de Wisconsin-Madison. Y desde 1992 profesor de Estudios Ambientales, en la misma Casa, y desde 2003 es titular de la "Cátedra Henry Allen Gleason de Botánica, también en la misma casa de altos estudios. Entre 1999 a 2003 fue profesor visitante de Botánica, en la Universidad de Hawái.

## Algunas publicaciones
2008
- Givnish T.J., J.C. Volin, V.D. Owen, V.C. Volin, J.D. Muss, P.H. Glaser. Vegetation differentiation in the patterned landscape of the Central Everglades: importance of local and landscape drivers. Global Ecology and Biogeography 17: 384-402
- Coop, J. D., T. J. Givnish. Constraints on tree seedling establishment in montane grasslands of the Valles Caldera National Preserve, New Mexico. Ecology 89: 1101-1111
- Montgomery, R. M., T. J. Givnish. Adaptive radiation of photosynthetic physiology in the Hawaiian lobeliads: dynamic photosynthetic responses. Oecologia 155: 455-467
- --------------, G. Goldstein, T. J. Givnish. Photoprotection and photoinhibition in Hawaiian lobeliads from diverse light environments: evidence for adaptive divergence. Functional Plant Biology 35: 595-605
- Lopez, O. R., K. Farris-Lopez, R. A. Montgomery, T. J. Givnish. Leaf phenology in relation to canopy closure as a determinant of shade tolerance in southern Appalachian trees. Am. J. of Botany
- Givnish, T. J., K. C. Millam, T. T. Theim, A. R. Mast, T. B. Patterson, A. L. Hipp, J. M. Henss, J. F. Smith, K. R. Wood, K. J. Sytsma. Origin, adaptive radiation, and diversification of the Hawaiian lobeliads (Asterales: Campanulaceae). Proc. of the Royal Society of London, Series B
- Volin, J. C., V. D. Owen, T. J. Givnish, V. C. Volin, K. von Ellenrieder, P. H. Glaser. Changes in landscape patterning in the Central Everglades: importance of surface water flow and soil thickness. Global Ecology and Biogeography
- Theim, T. J., T. J. Givnish. Fine-scale spatial genetic structure in four understory species of Neotropical Psychotria (Rubiaceae) inferred from AFLPs. Molecular Ecology

2007
- Givnish, T. J., K. C. Millam, P. E. Berry, K. J. Sytsma. Phylogeny, adaptive radiation, and historical biogeography of Bromeliaceae inferred from ndhF sequence data. pp. 3-26 in J. T. Columbus, E. A. Friar, J. M. Porter, L. M. Prince, M. G. Simpson (eds.) Monocots: Comparative Biology and Evolution – Poales. Rancho Santa Ana Botanic Garden, Claremont, CA
- Coop, J. D., T. J. Givnish. Gradient analysis of reversed treelines and grasslands of the Valles Caldera, New Mexico. J. of Vegetation Science 18: 43-54
- -----------, T. J. Givnish. Spatial and temporal patterns of recent forest encroachment in montane grasslands of the Valles Caldera, New Mexico, USA. J. of Biogeography 34: 914-927
- Dunn, R. R., A. D. Gove, T. G. Barraclough, T. J. Givnish, J. D. Majer. Convergent evolution of an ant-plant mutualism across plant families, continents, and time. Evolutionary Ecology Research

9: 1349-1362
- Givnish, T. J., J. C. Volin, V. D. Owen, V. C. Volin, J. D. Muss, P. H. Glaser. Vegetation differentiation in the patterned landscape of the Central Everglades: importance of local and landscape drivers. Global Ecology and Biogeography DOI: 10.1111/j.1466-8238.2007.00371.x ALSO: 2008 GBE 17: 384-402

### Libros
- Thomas J. Givnish, Kenneth Jay Sytsma. 2000. Molecular Evolution and Adaptive Radiation. Cambridge University Press. 640 pp. ISBN 0521779294

- ----------------. 1986. On the economy of plant form and function: proceedings of the Sixth Maria Moors Cabot Symposium, Evolutionary Constraints on Primary Productivity, Adaptive Patterns of Energy Capture in Plants, Harvard Forest, August 1983. Volumen 6 de Proceedings of the Maria Moors Cabot symposium. Cambridge University Press. 717 pp. ISBN 0521262968

- ----------------. 1976. Leaf form in relation to environment: a theoretical study. Princeton Univ. 934 pp.

## Honores

### Membresías
- 1973-1976: NSF
- 1973-1976: Danforth Graduate
- Desde 1998: Sociedad Linneana de Londres
- 1999-2001 Vilas Research Associateship, Universidad de Wisconsin ($60,000)
- Desde 2003: American Association for the Advancement of Science
- 2006: Distinguido Ecólogo Lecture series, Colorado State University

- La abreviatura «Givnish» se emplea para indicar a Thomas J. Givnish como autoridad en la descripción y clasificación científica de los vegetales.[1]